# Зальцвег
Зальцвег (нім. Salzweg) — громада в Німеччині, знаходиться в землі Баварія. Підпорядковується адміністративному округу Нижня Баварія. Входить до складу району Пассау.
Площа — 31,91 км2. Населення становить 6833 ос. (станом на 31 грудня 2020).